# Еди Марсан
Едвард Морис Чарлс Марсан (енгл. Edward Maurice Charles Marsan; Степни, Лондон, 9. јуна 1968), познатији као Еди Марсан, енглески је филмски, телевизијски и позоришни глумац. Познат је по улози инспектора Лестрејда у серијалу филмова о Шерлоку Холмсу Гај Ричија. Наступао је у филмовима и ТВ серијама Гангстер број 1 (2000), Непоколебљиви (2002), В као Вендета (2005), Немогућа мисија 3 (2006), Сиксти Сикс (2006), Хенкок (2008), Шерлок Холмс (2009), Ратни коњ (2011), Шерлок Холмс: Игра сенки (2011), Најбољи од свих (2012) и Свршетак света (2013). Такође се појавио у ТВ серији Реј Донован (2013) ТВ мреже Шоутајм  као Тери Донован, а у Би-Би-Сијевој минисерији Џонатан Стрејнџ & Мистер Норел (2015), као г. Гилберт Норел.
Током каријере био је номинован за више филмских и ТВ награда. Добитник је награде Лондонског круга филмских критичара и награде националног друштва филмских критичара као и БИФА награде за најбољег споредног глумца, у филму Хепи-Гоу-Лаки 2008. године.

## Биографија
Еди Марсан је рођен у Степнију, у источном Лондону, у радничкој породици: његов отац је био возач, а мајка радник у школској кухињи. По завршетку школовања, Марсан је неко време радио у штампарији.
Почео да се појављује на великом екрану од 1992. године, играјући мале улоге у разним телевизијским серијама, а касније је играо у филмовима као што су Банде Њујорка (2002), 21 грам (2003), Илузиониста (2006), Хенкок (2008), Шерлок Холмс (2009), Џек убица дивова (2012). У децембру 2011. године одржана је светска премијера чак два холивудска филма уз учешће Марсана: Ратни коњ и Шерлок Холмс: Игра сенки.